# 캠벨 수프 컴퍼니
캠벨 수프 컴퍼니(Campbell Soup Company)는 캠벨스(Campbell's)라는 이름으로 사업을 하는 미국 회사로, 주력 통조림 수프 제품과 가장 밀접하게 연관되어 있다. 그러나 인수 합병을 통해 주력 브랜드인 캠벨스 브랜드와 페퍼리지 팜(Pepperidge Farm), 스나이더스 오브 하노버(Snyder's of Hanover), V8, 스완슨(Swanson) 등의 기타 브랜드로 다양한 제품을 생산하는 미국 최대의 가공식품 회사 중 하나로 성장했다. 캠벨스는 이름을 딴 브랜드로 수프, 기타 통조림 식품, 구운 식품, 음료 및 스낵을 생산한다. 뉴저지주 캠든에 본사를 두고 있다.
많은 캠벨스 브랜드 제품에 사용되는 고전적인 빨간색과 흰색 캔 디자인은 미국의 아이콘이 되었으며 팝 아트에서의 사용은 앤디 워홀의 캠벨 수프 통조림 프린트 시리즈로 대표된다.